# オクショウ
オクショウは、日本の漫画原作者。

## 来歴・人物
『別冊少年マガジン』にて公募された「頭脳バトル漫画コンペ」に入賞し、同誌2014年2月号にてSNSを題材にした『リアルアカウント』の連載を開始。

## 作品

### 漫画原作
| タイトル                                 | 作画                       | 掲載誌                                             | 書籍情報 | 備考     |
| ---------------------------------------- | -------------------------- | -------------------------------------------------- | -------- | -------- |
| リアルアカウント                         | 渡辺静                     | 『別冊少年マガジン』2014年2月号 - 2019年12月号     | 全24巻   | [ 1 ]    |
| バックステージ!                          | ニイマルユウ               | 『月刊コミックゼノン』2016年11月号 -               | 全3巻    | 未完     |
| ゲーセンの彼女                           | MGMEE                      | 『少年エースplus』2019年7月26日 -2022年3月4日      | 全3巻    |          |
| ノー・レセプション〜電波の無い国〜       | 監修：KMD 作画：増渕ウナム | 『月刊少年チャンピオン』2020年12月号 - 2022年7月号 | 全4巻    | 第一部完 |
| サギ                                     | 田中ててて                 | 『少年ジャンプ+』2022年10月11日                    |          | 読切     |
| 中の人                                   | 出水ぽすか                 | 『少年ジャンプGIGA』2022年AUTUMN                   |          | 読切     |
| ノーボール・ノーバット                   | 増渕ウナム                 | 『少年ジャンプ+』2022年12月17日                    |          | 読切     |
| クライムゲーム 〜法律の無い世界〜        | 恵那                       | 『MAGCOMI』2023年4月25日 -                         | 既刊2巻  |          |
| アンビバレント〜童貞を捨てたら死ぬ世界〜 | 増渕ウナム                 | 『夜サンデー』2024年3月22日 -                      | 既刊3巻  |          |
| 今日はもう上がります                     | 吐兎モノロブ               | 『ヤングキング』2025年4号 -                        |          |          |